# Уаттара, Азиз
Ази́з Уаттара́ Мохамме́д (фр. Aziz Ouattara Mohammed; род. 4 января 2001, Абиджан) — ивуарийский футболист, защитник клуба «Генк», выступающий на правах аренды за клуб «Мехелен».

## Клубная карьера
Воспитанник академии ивуарийского клуба «АСЕК Мимозас». 23 мая 2019 года на правах аренды до конца сезона вместе с Байере Луэ перешёл в шведский «Хаммарбю», выступавший в Алльсвенскане. Выступая за юношескую команду клуба, Уаттара принял участие в 9 матчах и забил один мяч. В результате чего в конце года с ним был подписан полноценный контракт, рассчитанный на четыре года.
Сезон 2020 года ивуариец провёл на правах аренды во «Фрее». В его составе впервые появился на поле в матче первого шведского дивизиона 14 июня против «Броммапойкарны», отыграв всю встречу полностью. В общей сложности за время аренды сыграл в 26 встречах, в которых отличился дважды.
1 апреля 2021 года сыграл первую игру за «Хаммарбю». В четвертьфинальном матче кубка Швеции с «Треллеборгом» Уаттара вышел на замену в перерыве вместо Дарияна Боянича. В полуфинальной встрече с «Юргорденом» на 17-й минуте забил с передачи Густава Лудвигсона единственный гол, который вывел его команду в финал турнира. 10 апреля дебютировал в чемпионате Швеции в матче с «Мальмё», выйдя в стартовом составе и в компенсированное ко второму тайму время получив жёлтую карточку. В финале кубка страны с «Хеккеном», состоявшемся 30 мая, Уаттара появился на поле на 72-й минуте вместо Симона Сандберга. Основное и дополнительное время встречи завершилось нулевой ничьей, а в серии послематчевых пенальти точнее оказался «Хаммарбю», благодаря чему завоевал трофей.

## Достижения
Хаммарбю:
- Обладатель кубка Швеции: 2020/21

## Клубная статистика
| Выступление      | Выступление      | Выступление      | Лига | Лига | Кубки | Кубки | Конт. кубки | Конт. кубки | Итого | Итого |
| Клуб             | Лига             | Сезон            | Игры | Голы | Игры  | Голы  | Игры        | Голы        | Игры  | Голы  |
| ---------------- | ---------------- | ---------------- | ---- | ---- | ----- | ----- | ----------- | ----------- | ----- | ----- |
| Фрей             | Дивизион 1       | 2020             | 26   | 2    | 0     | 0     | 0           | 0           | 26    | 2     |
| Фрей             | Итого            | Итого            | 26   | 2    | 0     | 0     | 0           | 0           | 26    | 2     |
| Хаммарбю         | Алльсвенскан     | 2021             | 21   | 2    | 4     | 1     | 4           | 1           | 29    | 4     |
| Хаммарбю         | Итого            | Итого            | 21   | 2    | 4     | 1     | 4           | 1           | 29    | 4     |
| Всего за карьеру | Всего за карьеру | Всего за карьеру | 47   | 4    | 4     | 1     | 4           | 1           | 55    | 6     |